# ژنیا آوتیسیان
ژنیا ستراکی آوتیسیان (ارمنی: Ժենյա Սեդրակի Ավետիսյան؛  ۱۶ ژوئیهٔ ۱۹۴۱ – ۲۰ سپتامبر ۲۰۲۱) یک بازیگر سینما، تلویزیون و تئاتر اهل ارمنستان بود. 

## زندگی‌نامه
وی در ۱۶ ژوئیهٔ ۱۹۴۱ در ایروان به دنیا آمد و از آکادمی دولتی هنرهای زیبای ارمنستان فارغ‌التحصیل شد. وی همچنین برندهٔ جوایزی همچون هنرمند مردمی ارمنستان و هنرمند شایسته ارمنستان شوروی شده است. وی در ۲۰ سپتامبر ۲۰۲۱ در سن ۸۰ سالگی درگذشت.

## گزیده فیلمشناسی
از فیلم‌ها یا برنامه‌های تلویزیونی که وی در آن نقش داشته است می‌توان به گیکور، مردی از المپوس، پرتگاه، اشاره کرد.